# Turgut
Turgut ist ein türkischer männlicher Vorname mit der Bedeutung „Gebäude oder Ort, an dem man wohnt“, der auch als Familienname vorkommt.

## Verbreitung
Der Name kommt in Deutschland seit 2011 in den Vornamenscharts vor und wird fast jährlich vergeben. Von 2011 bis 2023 etwa 60 Mal. In der Schweiz tragen den Namen 71 Personen (Stand 2023). In Österreich ist der Name seit dem Jahr 2000 in der Namensgebung anzutreffen. Von 2000 bis 2023 wurde er neun Mal gewählt. Turgut kommt in den Niederlanden seit Anfang der 1970er Jahre in den Hitlisten vor, er wird zwar regelmäßig gewählt, ist aber nicht sehr beliebt. Die Vergabe ist auch in Frankreich, Kanada, Mazedonien und der Türkei nachgewiesen.

## Namensträger

### Osmanische Zeit
- Turgut Reis (~1485–1565), Pirat, osmanischer Admiral und Bey von Tripolis

### Vorname
- Turgut Altuğ (* 1965), türkisch-deutscher Politiker
- Turgut Aykaç (* 1958), türkischer Boxer
- Turgut Cansever (1921–2009), türkischer Architekt und Schriftsteller
- Turgut Gül (* 1991), türkischer Fußballspieler
- Turgut Öker (* 1961), Bundesvorsitzender der Alevitischen Gemeinde Deutschland (1999–2012)
- Turgut Özal (1927–1993), Staats- und Ministerpräsident der Türkei
- Turgut Şahin (* 1988), türkischer Fußballspieler
- Turgut Yüksel (* 1956), deutscher Politiker (SPD) kurdischer Abstammung, MdL
- Turgut Haci Zeyrek (* 1967), türkischer Klassischer Archäologe

### Familienname
- Fatma Turgut (* 1984), türkische Pop-Rocksängerin
- Mehmet Turgut (1977–2004), kurdisch-türkisches Opfer der NSU-Morde
- Sabri Turgut (* 1987), türkischer Fußballspieler
- Turhan Alper Turgut (* 1995), türkischer Fußballspieler

## Weiteres
- Die türkische Stadt Turgutreis ist nach Turgut Reis benannt.